# Епархия Гумаки
Епархия Гумаки (лат. Dioecesis Gumacana) — епархия Римско-Католической церкви с центром в городе Гумакиа, Филиппины. Епархия Гумаки входит в митрополию Липы. Кафедральным собором епархии Гумаки является церковь святого Диего

## История
9 апреля 1984 года Римский папа Иоанн Павел II выпустил буллу Iure meritoque, которой учредил епархию Гумаки, выделив её из епархий Лусены.

## Ординарии епархии
- епископ Emilio Marquez (15.12.1984 — 4.05.2002);
- епископ Buenaventura Malayo Famadico (11.06.2003 — 25.01.2013);
- вакансия.

## Источник
- Annuario Pontificio, Libreria Editrice Vaticana, Città del Vaticano, 2003, ISBN 88-209-7422-3.
- Булла Iure meritoque, AAS 76 (1984), стр. 634  (лат.)